# Rutherford (Kalifornia)
Rutherford – jednostka osadnicza w Stanach Zjednoczonych, w stanie Kalifornia, w hrabstwie Napa.